# アレクサンドロス2世ザビナス
アレクサンドロス2世テオス（古代ギリシャ語: Ἀλέξανδρoς Β` θεός, ラテン文字転写: Aléxandros II Theós, 紀元前150年 - 紀元前123年）は、セレウコス朝シリアの対立王（在位：紀元前128年 - 紀元前123年）。

## 生涯
エジプトの商人であったプロタルコスの子とされるが、アンティオコス7世の養子、アレクサンドロス1世の王子を称した。パルティアによってメソポタミアを失陥する混乱の中で決起した。アレクサンドロス2世はプトレマイオス朝の王プトレマイオス8世の傀儡であり、対立していた自らの姉のクレオパトラ2世と結んだデメトリオス2世を打倒するために擁立された。「ザビナス（古代ギリシャ語: Zαβίνας, ラテン文字転写: Zavínas）」はセム語に由来する語で「買われた奴隷」の意味であり、プトレマイオス8世の関係からつけられた侮蔑的な名称である。紀元前128年にアンティオキアを占領し、アンティオキアやアパメアといった一部の都市はデメトリオス2世の専制に対する反感から、アレクサンドロス2世を王として認めた。
紀元前126年にダマスカス郊外の戦いでデメトリオス2世を打ち破ったアレクサンドロス2世は、クレオパトラ・テアの統治するプトレマイス周辺を除くシリアの支配者となったが、アレクサンドロス2世が強大となることを望まないプトレマイオス8世は姪のクレオパトラ・テアおよびその子のアンティオコス8世と結んだ。
アレクサンドロス2世はエジプトからの支援を受けたアンティオコス8世に敗北し、アンティオキアに逃れた。その地にあったゼウス神殿を略奪し、その略奪品をもって兵たちへの支払いを行った。略奪の際、ゼウス像の手に置かれたニーケー像を投げ、冗談めかして「ゼウスが私に勝利を与えた」と言ったと伝えられている。この暴挙に怒ったアンティオキアの住民によって追放され、紀元前123年に盗賊に捕えられて引き渡されたアンティオコス8世の命により処刑された。

## 参考書籍
- John D. Grainger (1997-1-1). A Seleukid Prosopography and Gazetteer. BRILL. ISBN 978-9004107991
- M. Rahim Shayegan (2011-9-15). Arsacids and Sasanians: Political Ideology in Post-Hellenistic and Late Antique Persia. Cambridge University Press. ISBN 978-0521766418